# ديفيد كونور
ديفيد كونور (بالإنجليزية: David Connor)‏ (27 أكتوبر 1945 في المملكة المتحدة - ) هو لاعب كرة قدم بريطاني في مركزي الدفاع والظهير. لعب مع مانشستر سيتي.

## وصلات خارجية
- ديفيد كونور على موقع قاعدة بيانات كرة القدم.إي يو (الإنجليزية)